# Presse écrite en république du Congo

## Principaux titres paraissant à Brazzaville en 2010
| Titres                        | Date de création | Périodicité    |                               |
| La Gazette du Gise            | Postérieure 1991 | Bimensuel      |                               |
| Emmanuelle                    | Postérieure 1991 | Hebdomadaire   |                               |
| Le Patriote                   | Postérieure 1991 | Hebdomadaire   |                               |
| Le Choc                       | 1992             | Hebdomadaire   |                               |
| Talassa                       | Postérieure 1991 | Hebdomadaire   |                               |
| Le Trottoir                   | Postérieure 1991 | Hebdomadaire   |                               |
| Cocorico                      | Postérieure 1991 | Hebdomadaire   |                               |
| Tarn Tam d’Afrique            | 1992             | Hebdomadaire   |                               |
| La Semaine Africaine          | 1952             | Bihebdomadaire |                               |
| La Voix du peuple             | Postérieure 1991 | Hebdomadaire   | Lavoixdupeuple.over-blog.org/ |
| La Nouvelle République/ Mweti | 2002             | Hebdomadaire   |                               |
| L'Observateur                 | Postérieure 1991 | Hebdomadaire   |                               |
| Le Challenger                 | Postérieure 1991 | Hebdomadaire   |                               |
| La Griffe                     | Postérieure 1991 | Hebdomadaire   |                               |
| La Rumeur                     | 1991             | Hebdomadaire   |                               |
| Les Dépêches de Brazzaville   | 1999             | Quotidien      |                               |
| Le Flambeau                   | 1997             | Hebdomadaire   |                               |
| Le Nouvel Observateur         | Postérieure 1991 | Hebdomadaire   |                               |
| Le Nouveau Regard             | Postérieure 1991 | Hebdomadaire   |                               |
| GRPE News                     | Postérieure 1991 | Mensuel        |                               |
| Amicale                       | Postérieure 1991 | Mensuel        |                               |

## Titres privés qui continuaient à paraître en 2002
| Titre                  | Tirage (estimé)       | Orientation politique  | Fréquence    | Remarques                                                            |
| L’arroseur             | 500- 1000 exemplaires | Pro-gouvememental      | Hebdomadaire | Satirique. Le propriétaire fait partie de la sécurité présidentielle |
| Panorama               | 500- 1000             | Pro-gouvememental      | Irrégulier   |                                                                      |
| Le Rayon               | 500- 1000             | Pro-gouvememental      | Irrégulier   | Avant : pro-Bemard Kolélas                                           |
| L'Eveil de l’Afrique   | 500- 1000             | Pro-gouvememental      | Irrégulier   |                                                                      |
| Maintenant             | 500- 1000             | Indépendant            | Irrégulier   | Ligne éditoriale peu claire                                          |
| Le Temps               | 500- 1000             | Pro-opposition en exil | Hebdomadaire | Journal de Moungounga (ancien ministre des Finances)                 |
| La Rue-Meurt           | 500-1000              | Indépendant            | Hebdomadaire |                                                                      |
| Tarn Tarn              | 500- 1000             | Indépendant            | Hebdomadaire | Vraiment indépendant                                                 |
| L’Observateur          | 500-1000              | Indépendant            | Hebdomadaire | Penchant pour l’opposition                                           |
| La Semaine Africaine   | 1500                  | Indépendant            | Hebdomadaire | Appartient à la Commission épiscopale                                |
| Le Choc                | 500- 1000             | Pro-gouvememental      | Hebdomadaire |                                                                      |
| L’Autre Vision         | 500- 1000             | Pro-gouvememental      | Hebdomadaire |                                                                      |
| Le Coq                 | 500- 1000             | Progouvememental       | Hebdomadaire | Problèmes de parution                                                |
| Le Pays                | non connue            | Pro-gouvememental      | Hebdomadaire |                                                                      |
| Les Echos du Congo     | 500-1000              | Pro-gouvememental      | Hebdomadaire |                                                                      |
| L’Eléphant             | 500-1000              | Pro-gouvememental      | Hebdomadaire |                                                                      |
| La Nouvelle République | 500- 1000             | Pro-gouvememental      | Hebdomadaire | Appartient à l’Etat                                                  |
| Le Flambeau            | 500- 1000             | Pro-gouvememental      | Irrégulier   | Avant : pro-Bemard Kolelas, hebdomadaire                             |

## Quelques titres privés créés entre 1990 et 2001 (par ordre de création) (nc = non connu)
| Titre                             | Création | Périodicité/tendance                                             | Statut                                          | Tirage                                          |
| Le Soleil (disparu)               | 1990     | Bimensuel d’opinion/MCDDI                                        | Privé                                           | 7 000-9 000                                     |
| Atlantic (disparu)                | 1991     | Bimensuel d’information                                          | Privé                                           | nc                                              |
| Aujourd'hui (disparu)             | 1991     | Mensuel d’information/Proche P.C.T.                              | Privé                                           | 5 000-10 000                                    |
| Les Chiens écrasés (disparu)      | 1991     | Bimensuel d’information/Mouvance présidentielle                  | Bimensuel d’information/Mouvance présidentielle | Bimensuel d’information/Mouvance présidentielle |
| Le Choc                           | 1991     | Bimensuel satirique/Proche P.C.T.                                | Privé                                           | 10 000 à 15 000                                 |
| La Colombe (disparu)              | 1991     | Bimensuel/RDPS                                                   | Privé                                           | nc                                              |
| Le Concorde (disparu)             | 1991     | Bimensuel d’information et d’opinion                             |                                                 |                                                 |
| L 'Enjeu (disparu)                | 1991     | Mensuel d'informations et d'analyses économiques                 | Privé                                           |                                                 |
| Le Fanion Développement (disparu) | 1991     | Bimensuel économique/Proche MCDDI                                | Privé                                           | nc                                              |
| La Foudre (disparu)               | 1991     | Hebdomadaire                                                     | Privé                                           | nc                                              |
| L'Impartial (disparu)             | 1991     | Hebdomadaire                                                     | Privé                                           | nc                                              |
| Libertés (disparu)                | 1991     | Journal d’informations                                           | Privé                                           | nc                                              |
| L ’Opposant                       | 1991     | Journal d’opinion                                                | Privé                                           | nc                                              |
| Madukutsékélé (disparu)           | 1991     | Irrégulier satirique/Proche MCDDI                                | Privé                                           | 10 000                                          |
| Maintenant (disparu)              | 1991     |                                                                  |                                                 |                                                 |
| M’Bongui                          | 1991     | nc                                                               | Privé                                           | nc                                              |
| Le Pays (disparu)                 | 1991     | Mensuel d’information dit indépendant                            | Privé                                           | nc                                              |
| Révélations (disparu)             | 1991     | Mensuel d’information/Proche MCDDI                               | Privé                                           | 5 000-7 000 puis 1000-1500                      |
| La Rue Meurt                      | 1991     | Irrégulier satirique/Proche MCDDI                                | Privé                                           | 5 000-10 000 puis 1000-1500                     |
| Le Songueur (disparu)             | 1991     | Mensuel d’opinion                                                | Privé                                           | nc                                              |
| Tam-Tam                           | 1991     | Bimensuel d’information/indépendant                              | Privé                                           | nc                                              |
| Le Congolais révolté (disparu)    | 1992     | Hebdomadaire d’information et d’opinion                          | Privé                                           | nc                                              |
| L 'Etincelle (disparu)            | 1992     | Bimensuel satirique d'information                                | Privé                                           | nc                                              |
| L ’Explosion (disparu)            | 1992     | Bimensuel d’information/Proche Opposition                        | Privé                                           | nc                                              |
| Le Défi                           | 1992     | nc                                                               | Privé                                           | nc                                              |
| LUB’S (disparu)                   | 1992     | Bimensuel                                                        | Privé                                           | nc                                              |
| La Ruche (disparu)                | 1992     | Bimensuel d’information/UDR-Mwinda                               | Privé                                           | nc                                              |
| Synthèse magazine (disparu)       | 1992     | Magazine                                                         | Privé                                           | nc                                              |
| Le Tabou (disparu)                | 1992     |                                                                  |                                                 |                                                 |
| L ’Alternative (disparu)          | 1993     | Bimensuel                                                        | Privé                                           | nc                                              |
| Le Républicain (disparu)          | 1993     | nc                                                               | Privé                                           | nc                                              |
| Galaxie (disparu)                 | 1995     | Bimensuel d’information/Proche MARS                              | Privé                                           | nc                                              |
| Le Gardien (disparu)              | 1995     | Bimensuel d’information/proche P.C.T.                            | Privé                                           | nc                                              |
| Lisanga (disparu)                 | 1995     | Bimensuel d’information/proche P.C.T.                            | Privé                                           | nc                                              |
| Le Rayon (disparu)                | 1995     | Hebdomadaire d’information/Proche UDR-Mwinda                     | Privé                                           | 6 000 à 10 000                                  |
| Le Temps (disparu)                | 1995     | Hebdomadaire/Proche UPADS                                        | Privé                                           | nc                                              |
| L'Aube (disparu)                  | 1996     | nc                                                               | nc                                              | nc                                              |
| Le Chemin                         | 1996     | Mensuel de liaison et d’information /Eglise évangélique du Congo | Privé                                           | nc                                              |
| La Corne enchantée (disparu)      | 1996     | Mensuel satirique/UPADS                                          | Privé                                           | 2 500                                           |
| La Différence (disparu)           | 1997     | nc                                                               | ne                                              |                                                 |
| Le Flambeau                       | 1997     | Journal d’information                                            | Privé                                           | nc                                              |
| Mokili Africa (disparu)           | 1996     | nc                                                               | nc                                              | nc                                              |
| Les Dépêches de Brazzaville       | 1999     | Journal d’information et d’opinion/ présidence de la République  | Privé                                           | 10 000                                          |

## Journaux gouvernementaux et privés créés entre 1963 et 1968
| Titres                    | Création | Cessation | Périodicité          | Statut             | Tirage |
| Dipanda                   | 1963     | 1967      | Hebdomadaire         | Etat               | nc     |
| La Voix Africaine         | 1963     | 1964      | Hebdomadaire         | Privé              | nc     |
| Ngonga                    | 1963     | 1964      | Quotidien (variable) | Privé              | nc     |
| Mouinda                   | 1963     | 1964      | Quotidien            | Privé              | nc     |
| Etumba                    | 1965     | nc        | Hebdomadaire         | Parti (MNR/P.C.T.) | 6000   |
| La Nouvelle Congolaise    | 1964     | nc        | Hebdomadaire         | Privé              | nc     |
| Le journal de Brazzaville | 1964     | nc        | Bimensuel            | Privé              | nc     |
| Basali ba Congo           | 1966     | nc        | Hebdomadaire         | Syndicat           | nc     |
| La vie Congolaise         | 1968     | nc        | Hebdomadaire         | Privé              | nc     |